# Église Saint-Césaire de Rapale
L'église Saint-Césaire est une église catholique située à Rapale, en France.

## Localisation
L'église, dédié à Saint Césaire diacre et martyr, est située dans le département français de la Haute-Corse, sur la commune de Rapale.

## Historique
Cette église date des XIIIe et XIVe siècles.
L'édifice est classé au titre des monuments historiques en 1840.